# Żelisław (Łódź)
Pour les articles homonymes, voir Żelisław.
Żelisław est une localité polonaise de la gmina de Błaszki, située dans le powiat de Sieradz en voïvodie de Łódź.